# Bangkalan
Bangkalan est une ville d'Indonésie située dans la province de Java oriental.

## Géographie
Bangkalan se trouve sur l'île de Madura en Indonésie, dans la province de Java oriental, c'est le siège du Kabupaten de Bangkalan.